# Edwin Zimmermann
Edwin Zimmermann (* 15. August 1948 in Schöna; † 1. Oktober 2024) war ein deutscher Ingenieur und Politiker (SPD).

## Leben und Beruf
Edwin Zimmermann wurde am 15. August 1948 in Schöna geboren. Nach dem Besuch der Polytechnischen Oberschule in Hohenbucko absolvierte er von 1965 bis 1967 eine Ausbildung zum Landmaschinen- und Traktorenschlosser am Wissenschaftlich-Technischen Zentrum (WTZ) in Schlieben. Er arbeitete 1967/68 als Schlosser, leistete 1968/69 Grundwehrdienst bei der NVA und wurde 1969/70 als Dreher bei der PGH Landmaschinenbau in Dahme/Mark beschäftigt. 1970 war er kurzzeitig Behördenangestellter beim Volkspolizeikreisamt in Herzberg. Zimmermann arbeitete 1970/71 als Schlosser bei der LPG (Typ I) in Schöna und war von 1972 bis 1975 als Meister für Spinnereitechnik in der Fadenherstellung tätig. Auf dem zweiten Bildungsweg durchlief er 1974/75 ein Studium in Berlin und besuchte von 1975 bis 1978 die Ingenieurschule in Friesack, die er als Diplom-Ingenieur für Landtechnik abschloss. Von 1976 bis 1990 war er als Leiter für Transport/Umschlag des Agrotechnischen Zentrums in Hohenseefeld tätig. Nach der Deutschen Wiedervereinigung war er von November 1990 bis Dezember 1997 brandenburgischer Landwirtschaftsminister.
Zimmermann war ab 1998 als selbständiger Beratungsunternehmer tätig. Von Dezember 1999 bis 2004 fungierte er als Präsident des Landessportbundes Brandenburg. Außerdem war er Ehrenvorsitzender des Spreewaldvereins e. V.
Edwin Zimmermann war mit Christel John verheiratet und hatte eine Tochter.

## Politik
Zimmermann beteiligte sich während der politischen Wende in der DDR im November 1989 an der Gründung der SPD in Dahme und im Kreis Luckau. Im April 1990 wurde er Vorsitzender des Bezirksvorstandes der SPD in Cottbus und gleichzeitig zum stellvertretenden Landesvorsitzenden der SPD Brandenburg gewählt. Am 1. November 1990 wurde er als Minister für Ernährung, Landwirtschaft und Forsten in die von Ministerpräsident Manfred Stolpe geführte Regierung des Landes Brandenburg berufen.
Dem Brandenburger Landtag gehörte Zimmermann vom 19. März 1992, als er für den ausgeschiedenen Abgeordneten Gustav Just nachrückte, bis 2004 an. In der zweiten und dritten Legislaturperiode wurde er über den Wahlkreis Dahme-Spreewald II ins Parlament gewählt. Im Landtag war er von 1997 bis 1999 Mitglied des Ausschusses für Ernährung, Landwirtschaft und Forsten und von 1999 bis 2004 Mitglied des Ausschusses für Bildung, Jugend und Sport sowie des Ausschusses für Europaangelegenheiten und Entwicklungspolitik.

### Backofen-Affäre
Nach Untreue- und Betrugsvorwürfen gegen Zimmermann im Zusammenhang mit der „Backofen-Affäre“ trat er am 14. November 1997 mit Wirkung vom 19. Dezember 1997 von seinem Ministeramt zurück. Bei der Vergabe von EU-Fördermitteln und Aufträgen waren während seiner Amtszeit etwa 250.000 Euro für das ABM-Projekt einer „Schaubäckerei“ auf den familiären Bauernhof Zimmermanns geflossen. Die dortige Holzofen-Anlage, die durch die Fördermittel besonders begünstigt wurde, betrieben seine Ehefrau, sein Bruder und seine Tochter. Das Land Brandenburg forderte im Frühjahr 1998 die Subventionen teilweise zurück.
Ende 1998 nahm die Staatsanwaltschaft des Landgerichtes Potsdam gegen Zimmermann Ermittlungen wegen Untreue und Subventionsbetrug auf. Der ehemalige Minister, dessen Büros daraufhin durchsucht wurden, wies die Vorwürfe jedoch entschieden zurück. Das Verfahren wurde zunächst eingestellt und im Sommer 2000 erneut aufgenommen. Am 22. Februar 2002 wurde Zimmermann gemeinsam mit zwei weiteren Angeklagten von einer Kammer des Potsdamer Landgerichtes freigesprochen. Die Staatsanwaltschaft beantragte daraufhin Revision und die erneute Verfahrensaufnahme endete im April 2003 mit der Aufhebung des Freispruchs. Zimmermann wurde am 18. Februar 2004 in einem weiteren Prozess nach 15 Verhandlungstagen durch das Landgericht Potsdam zu einer Freiheitsstrafe von elf Monaten auf Bewährung sowie zu einer Zahlung von 5000 Euro an eine gemeinnützige Einrichtung verurteilt. Am 16. Juni 2005 bestätigte der Bundesgerichtshof die Verurteilung und wies Zimmermanns Revision zurück.